# Diopetes kedassa
Diopetes kedassa är en fjärilsart som beskrevs av Druce 1910. Diopetes kedassa ingår i släktet Diopetes och familjen juvelvingar. Inga underarter finns listade i Catalogue of Life.